# Jean-Baptiste Clémot
Jean-Baptiste Joachim Clémot est un chirurgien de la Marine française et homme politique né le 17 juin 1776 à Rochefort-sur-Mer (Saintonge) et mort le 11 juin 1852 à Champagne (Charente-Maritime).

## Biographie
Médecin de marine à Rochefort, il est député de la Charente-Maritime en 1815, pendant les Cent-Jours.
Fils de Joachim Clémot, chirurgien de la marine à Rochefort, et d'Elisabeth Sonné, il entre à l'école de chirurgie de Rochefort en 1792, à l'âge de seize ans puis il suit les cours de la faculté de médecine de Paris, ceux de Bichat notamment. Il se lie alors d'amitié avec Dupuytren.
Au début de l'année 1806, il embarque sur le vaisseau le Majestueux et regagne l'hôpital de la Marine de Rochefort en juin 1807. Il y enseigne l'anatomie en 1808 et devient second chirurgien en chef en 1817, et premier chirurgien en chef en 1821. Il prend sa retraite comme chirurgien en chef de la marine en 1847.
Il doit sa notoriété à la qualité de ses interventions chirurgicales.